# Tsuguharu Foujita
Tsugouharu Foujita ou em japonês:  Tsuguharu Fujita, transl. Fujita Tsuguharu (Tóquio, 27 de novembro de 1886 — Zurique, 29 de janeiro de 1968) foi um pintor modernista japonês que se naturalizou francês e converteu-se ao catolicismo. Nascido em Tóquio, ficou conhecido por aplicar técnicas japonesas em pinturas de estilo ocidental. Ele foi considerado "o mais importante artista japonês atuando no Ocidente durante o século 20".
Seu Livro dos Gatos, publicado em Nova York por Covici Friede, 1930, com 20 desenhos gravados em chapa de Foujita, é um dos 500 livros raros mais vendidos no mercado e é classificado por negociantes de livros raros como "o livro sobre gatos mais popular e desejável já publicado".

## Biografia

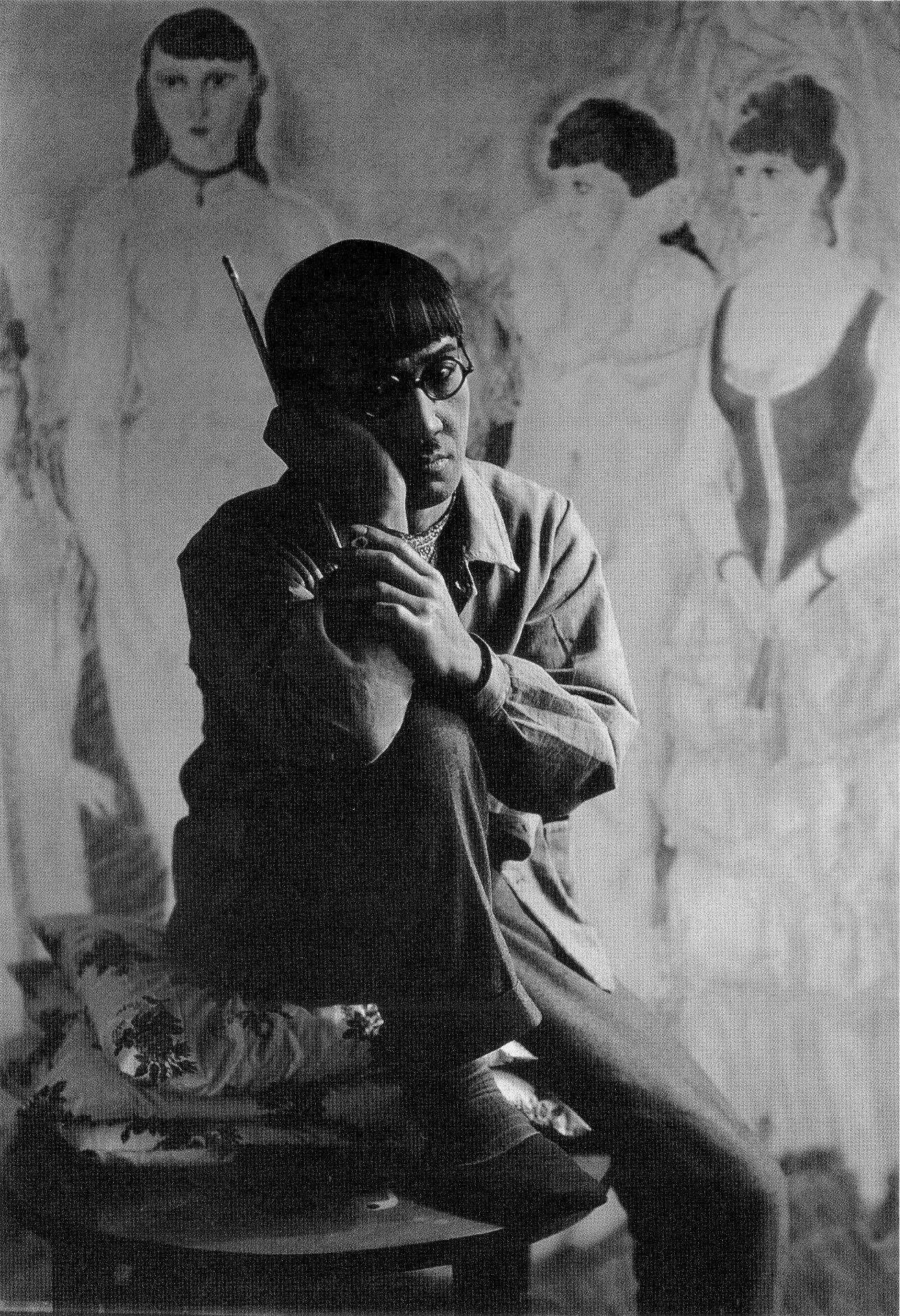
Fujita na década de 1920.

Tsuguharu Fujita era filho de um médico e general do exército imperial japonês. Ele estudou na Universidade de Artes de Tóquio até se formar em 1910.
Três anos depois, foi a Montparnasse, em Paris, na França. Quando ele chegou lá, sem conhecer ninguém, encontrou-se com Amedeo Modigliani, Pascin, Chaim Soutine e Fernand Léger e se tornou amigo de Juan Gris, Pablo Picasso e Henri Matisse. Foujita afirmou em suas memórias ter conhecido Picasso menos de uma semana após sua chegada, mas um biógrafo recente, confiando nas cartas que Foujita enviou para sua primeira esposa no Japão, mostra claramente que passaram-se vários meses até ele conhecer Picasso. Ele também teve aulas de dança com Isadora Duncan.
Depois de ter residido no Hotel Odessa (em 1913), Foujita dividiu o estúdio com seu primeiro amigo japonês em Paris, Kawashima, em uma área mal definida perto das fortificações ao sul de Montparnasse. Eles seguem o ensinamento neo-grego de Raymond Duncan. Ele hesita entre dança e pintura. Depois de uma estadia em Londres em 1914, ele retornou a Falguière, perto de Soutine e Modigliani, até conhecer sua primeira esposa, Fernande Barrey, em 1917, e montar seu estúdio em seu quintal, no número 5. da rue Delambre, onde ficaria até 1924.[carece de fontes?]
Foujita passou três anos viajando pela América do Sul e do Norte antes de retornar ao Japão em 1933. Foujita tornou-se um artista oficial de guerra durante a Segunda Guerra Mundial, ilustrando cenas de batalha e elevando o moral das tropas japonesas. Suas pinturas a óleo lhe renderam elogios durante a guerra, mas a visão do público sobre ele tornou-se negativa após a derrota japonesa.
Foujita regressou a França em 1950, onde passaria o resto da vida. Ele recebeu a nacionalidade francesa em 1955 e se converteu catolicismo em 1959. Seus últimos anos foram gastos trabalhando nos afrescos de uma pequena capela românica em Reims que ele havia construído. Ele morreu em 1968, pouco depois da inauguração oficial da capela.
Foujita é uma figura muito celebrada na França, mas a opinião pública sobre ele no Japão permanece confusa devido às suas representações da guerra. Exposições retrospectivas recentes organizadas desde 2006 no Japão procuraram estabelecer o lugar de Foujita na história da arte japonesa do século XX.
Foujita se tornou invejado quando finalmente conseguiu dinheiro suficiente para instalar uma banheira com água quente corrente em seu estúdio. Muitas modelos vieram desfrutar desse luxo, entre elas Alice Prin, a Kiki de Montparnasse, que posou nua para Foujita no pátio ao ar livre. Outro retrato de Kiki intitulado "Nu Reclinado com Toile de Jouy", mostra-a deitada nua contra um fundo branco-marfim. Esse quadro foi a sensação de Paris no Salon d'Automne em 1922, vendido por mais de 8.000 francos. Em 2013, a pintura foi vendida na Christie's em Nova York por US$ 1.205.000. Sua vida em Montparnasse está documentada em várias de suas obras, incluindo a gravura A la Rotonde ou Café de la Rotonde de 1925/7, parte da série Tableaux de Paris publicada em 1929.[carece de fontes?]
Diagnosticado com câncer, ele morreu em 29 de janeiro de 1968, em Zurique, na Suíça. Foi enterrado pela primeira vez na capela, mas sua esposa Kimiyo teve seu corpo transferido para o Cimetière de Villiers-le-Bâcle, perto dela. Em 2003, o seu caixão foi reenterrado na Capela Foujita sob as lajes na posição que originalmente pretendia ao construir a capela.

### Passagem pelo Brasil
Foujita viveu no Rio de Janeiro durante o ano de 1931 e o início de 1932, curto período durante o qual entrou em contato com artistas e poetas modernistas do período,como Portinari e Ismael Nery,  expôs no Palace Hotel no Rio de Janeiro e, em São Paulo, no espaço expositivo à praça Ramos de Azevedo.